# اوکاوکا (ایلینوی)
اوکاوکا (به انگلیسی: Oquawka) یک روستا در ایالات متحده آمریکا است که در شهرستان هندرسون، ایلینوی واقع شده‌است. اوکاوکا ۴٫۸۱ کیلومتر مربع مساحت و ۱٬۳۷۱ نفر جمعیت دارد و ۱۷۱٫۳ متر بالاتر از سطح دریا قرار دارد.